# Hwachon
El hwachon (hangul 화전) es un pequeño chon (especie de panqueque coreano) o ttok (pastel de arroz) hecho con pétalos de cualquier flor comestible, como la azalea y el crisantemo, harina de arroz glutinoso y azúcar. Su nombre significa ‘pastel de flor’ en sino-coreano, y también puede llamarse kkot pukkumi (꽃부꾸미), kkot chichimi (꽃지지미) o kkot tarim (꽃달임) en coreano nativo.

## Hwachon nori
El hwachon se consumía habitualmente en el hwachon nori (화전놀이), una costumbre tradicional mantenida desde la dinastía Koryo (918–1392), que significa literalmente ‘juego de pastel de flor’. En primavera, las mujeres iban de pícnic llevando con ellas harina de arroz glutinoso y un ponchol (번철, una sartén gruesa) cerca de un río por Samchinnal que cae el 3 de marzo en el calendario lunar. Tomaban los pétalos de azaleas u otra flor disponible donde hacían el pícnic y elaboraban hwachon con los ingredientes. La versión preparada con azaleas comestibles (Rhododendron mucronulatum) se llama chindallae hwachon (진달래화전) o tukyon hwachon (두견화전) y es considerado el hwachon más representativo. Era tradicional comerlo con chindallae hwachae, o ponche tradicional elaborado de la misma flor flotando en aguamiel o jugo de omicha (baya de Schisandra chinensis).
Similarmente, la gente disfrutaba del hwachon nori en otoño elaborando otra variedad de hwachon que se prepara con flores y hojas de crisantemo. Se llama kukhwachon (국화전) y se toma con kukhwachu (국화주, vino de arroz hecho con la flor) or yucha hwachae (ponche de yucha). El kukhwachon tiene una estrecha relación con la fiesta tradicional coreana llamada Chunggu (중구) o Chuyangchol (중양절). Cae en el 9.º día de septiembre en el calendario lunar y se dice que dos yangs (fuerzas cósmicas positivas) se solapan esa fecha.

## Ingredientes y variedades

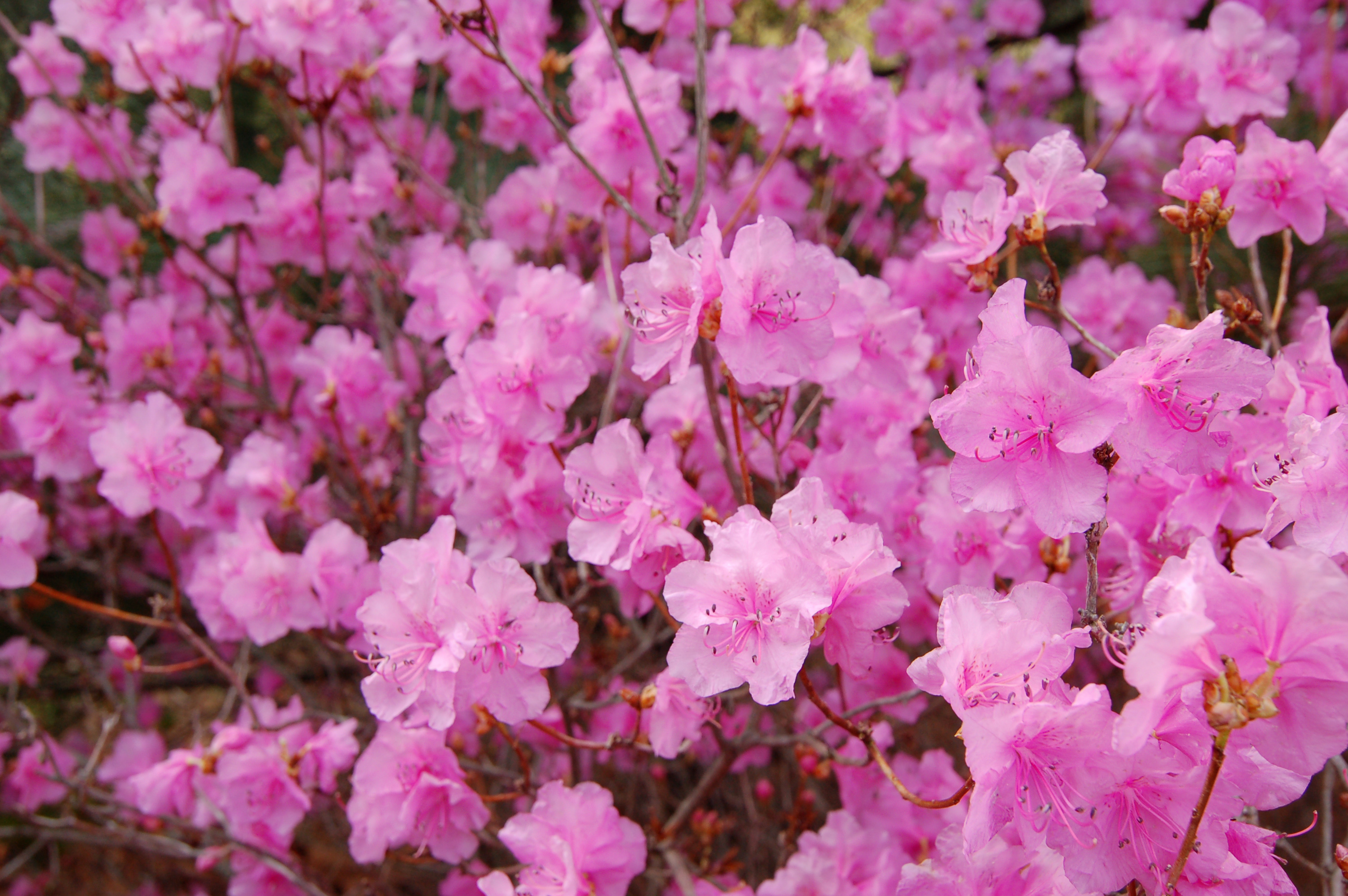
Chindallae (Rhododendron mucronulatum).

Además de con chindallae hwachon y kukhwachon, puede elaborarse hwachon con cualquier flor de temporada que sea comestible. El ihwachon (이화전, ‘pastel de flor de pera japonesa’), el beotkkot hwajeon (벚꽃화전, ‘pastel de flor de cerezo’) y el chepikkot hwachon (제비꽃화전, de flor de Viola mandshurica) se elaboran y consumen en primavera. El changmi hwachon (장미화전), hecho con rosas, se consume a principios de verano, y el maendurami hwachon (맨드라미화전, flor de Celosia cristata) en otoño.
Si no hay flores disponibles, pueden sustituirse por collalba, ssuk (Artemisia princeps), seogi (Umbilicaria esculenta) o azufaifo para obtener una decoración similar a flores en la masa.